# BS Волка
BS Волка (лат. BS Lupi) — одиночная переменная звезда в созвездии Волка на расстоянии (вычисленном из значения параллакса) приблизительно 7689 световых лет (около 2357 парсеков) от Солнца. Видимая звёздная величина звезды — от менее +16m до +13,4m.

## Характеристики
BS Волка — красная пульсирующая переменная звезда, мирида (M) спектрального класса M. Эффективная температура — около 3282 K.